# Wachdienst in der Bundeswehr

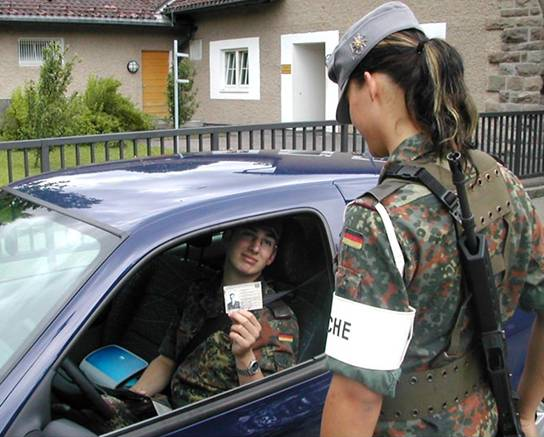
Wachsoldatin als Torposten bei der Ausweiskontrolle

Der Wachdienst in der Bundeswehr ist ein Auftrag, der dem eingeteilten Soldaten für eine begrenzte Zeit übertragen wird. Der Wachdienst schützt den auch Wachbereich genannten Geltungsbereich, welcher in der Regel militärische Bereiche und militärische Sicherheitsbereiche umfasst, vor unberechtigtem Zutritt, verhindert Straftaten gegen die Bundeswehr, schützt vor Spionage, Sabotage und Zersetzung und überwacht die soldatische Ordnung.
Der Wachauftrag wird durch verschiedene Gesetze und Verordnungen geregelt.
Maßgeblich sind hierbei die Zentrale Dienstvorschrift (ZDv) A-1130/21 – „Der Wachdienst in der Bundeswehr“, das Gesetz über die Anwendung unmittelbaren Zwanges und die Ausübung besonderer Befugnisse durch Soldaten der Bundeswehr und verbündeter Streitkräfte sowie zivile Wachpersonen (UZwGBw) und die Vorgesetztenverordnung (VorgV). In der vom Kasernenkommandanten befohlenen „Besonderen Wachanweisung“ wird den örtlichen Gegebenheiten Rechnung getragen.
Die Wache führt zweimal täglich die Flaggenparade durch und beaufsichtigt außerhalb der Dienstzeit die Unteroffiziere vom Dienst der einzelnen Kompanien.
Der Soldat, der Wachdienst leistet, wird durch die Vergatterung für die Dauer des Wachdienstes seinen Wachvorgesetzten unterstellt.
Jeder Wachsoldat ist „Vorgesetzter mit besonderem Aufgabenbereich“ und nach § 3 Vorgesetztenverordnung (VorgV) vorgesetzt gegenüber allen Soldaten, die sich in seinem Aufgabenbereich aufhalten und nicht seine Wachvorgesetzten sind. Er ist in militärischen Bereichen und militärischen Sicherheitsbereichen weisungsbefugt gegenüber Zivilisten, die sich in seinem Wachbereich aufhalten.

## Personal
Nach ZDv A-1130/21 besteht eine rein militärische Wache, welche in der Regel für 24 Stunden eingeteilt wird und auch als „Wachzug“ bezeichnet werden kann, aus Soldaten, die entsprechende Dienststellungen innehaben, welche von den Dienstgraden abweichen kann.
Der Wachzug spiegelt auch die Besetzung eines regulären Zuges nach der so genannten StAN wider, in der ein Offizier (Oberleutnant oder Leutnant) Zugführer, ein Feldwebeldienstgrad (Hauptfeldwebel oder Oberfeldwebel) Stellvertretender Zugführer, ein Feldwebeldienstgrad (Oberfeldwebel oder Feldwebel) Gruppenführer und ein Unteroffizierdienstgrad (Stabsunteroffizier oder Unteroffizier) Stellvertretender Gruppenführer sein sollte.
Eine Ausnahme dieser Regel besteht zumeist an Schulen der Bundeswehr, wo angehende Unteroffiziere und Offiziere im Rahmen ihrer Ausbildung auch z. B. im Rang eines Feldwebels oder Stabsunteroffiziers als Wachsoldat eingesetzt werden.
Gegebenenfalls kann die Wache durch Personal der Regionalen Sicherungs- und Unterstützungskräfte verstärkt werden.
Folgende Dienststellungen sind vorhanden:

### Offizier vom Wachdienst (OvWa)
Der Offizier vom Wachdienst (OvWa) bezeichnet die Dienststellung des Zugführers eines militärischen oder zivilen Wachzuges. Der OvWa ist je nach Standort ein Offizier oder Unteroffizier mit Portepee, nur selten ein Stabsoffizier.
Der OvWa führt das militärische oder zivile Wachpersonal zur Durchführung des Wachauftrages. Er ist für die militärische Sicherheit und Aufrechterhaltung der Disziplin verantwortlich.
Im Rahmen seiner Aufgaben wird er regelmäßig durch den Stellvertretenden Offizier vom Wachdienst (stv OvWa) oder direkt vom Wachhabenden vertreten. Nach der Wachbelehrung führt er die Vergatterung seiner Untergebenen durch, wodurch sie aus ihrem alten Befehlsbereich herausgelöst werden und Befehlsbefugnis nach § 3 VorgV für den besonderen Aufgabenbereich „Übernahme des Wachdienst“ erhalten. Das Wachpersonal kann aufgrund des § 21 Wehrdisziplinarordnung (WDO) nur noch von den Wachvorgesetzten vorläufig festgenommen werden.
Der Wachtörn (von Wachturnus, ugs. für die Dauer der Wachperiode) des OvWa dauert in der Regel 24 Stunden. Während dieser Wachperiode kann es jedoch mehrere OvWas geben. Der Kasernenkommandant ist berechtigt, Regelungen zu befehlen, nach denen bspw. ein Offizier für den Tages-, ein anderer Offizier für den Nachtzeitraum als OvWa eingesetzt wird. Solche Regelungen sind z. B. an Schulen der Bundeswehr sinnvoll, wenn OvWa-Diensttuer dort als Ausbilder eingesetzt sind und tagsüber für die Ausbildung unentbehrlich sind.
Bei Heer und Luftwaffe tragen OvWa und ggf. sein Stellvertreter an der Uniform als Erkennungszeichen eine silbergraue geflochtene Schulterschnur über der rechten Schulter. Weiterhin wird diese silberne Schulterschnur vom Wachhabenden und seinem Stellvertreter getragen. Bei der Marine tragen Offiziere vom Wachdienst und Wachhabende ein goldfarbenes, ovales, an der linken Brusttasche eingehängtes Metallabzeichen, das einen von einem Eichenlaubkranz eingerahmten Anker darstellt (sog. „Wach-Ei“).

### Stellvertretender Offizier vom Wachdienst (stvOvWa)
Ein stellvertretender Offizier vom Wachdienst (stvOvWa), wird dann erforderlich und eingeteilt, wenn es die Art des Objektes oder die Anzahl der Wachen, die dem OvWa unterstellt sind, erfordert.
Die ZDv A-1130/21 sieht zusätzlich vor, dass je nach Größe des Bewachungsobjektes weitere stellvertretende Offiziere vom Wachdienst eingesetzt werden können. Ebenso ist vorgesehen, dass auf den stellvertretenden Offizier vom Wachdienst verzichtet werden kann, wenn der Wachbereich entsprechend klein ist. Dies wird in der „Besonderen Wachanweisung“ geregelt. In der Regel werden jüngere Offiziere und Unteroffiziere mit Portepee eingesetzt.

### Wachhabender (WaHa)
Der Wachhabende (WaHa) bezeichnet die Dienststellung des Führers eines militärischen oder zivilen Wachzuges. Er ist den Wachsoldaten nach § 3 Vorgesetztenverordnung (VorgV) vorgesetzt und direkt dem OvWa oder dessen Stellvertreter unterstellt. Der Dienst wird mindestens von einem Unteroffizier ohne Portepee mit bestandener Ausbildung zum Wachhabenden und ausreichend praktischer Erfahrung als stellv. Wachhabender durchgeführt. Im Rahmen seiner Aufgaben wird er regelmäßig durch den Stellvertretenden Wachhabenden (stvWH) vertreten, welcher über die entsprechende Ausbildung und Erfahrung verfügen muss.
Sowohl WaHa als auch der stvWaHa tragen als Erkennungszeichen eine geflochtene, silberfarbene Schnur aus Metallgespinst unter der rechten Schulterklappe.

### Wachsoldaten
Wachsoldat bezeichnet die Dienststellung eines Soldaten im Rahmen des Wachdienstes.
Zu den grundlegenden Aufgaben gehören die Ein- und Auslasskontrolle (Identitätsprüfung), Torposten- und Streifendienst sowie die Bewachung militärischer Anlagen. Zu den Wachsoldaten zählen auch die Soldaten, die sich als Wachbereitschaft innerhalb oder in der Nähe des Wachlokals aufhalten. Während ihres Dienstes tragen sie als Kennzeichnung eine Armbinde mit der Aufschrift Wache oder Streife auf dem linken Oberarm, um sie von normalen Soldaten zu unterscheiden und so ihre Vorgesetzteneigenschaft kenntlich zu machen. Zumeist werden Mannschaften als Wachsoldaten eingesetzt. Die entsprechende Ausbildung findet in der Regel bereits in der Grundausbildung statt.

## Wachvorgesetzte
Bei der Bundeswehr ist ein Wachvorgesetzter berechtigt, unterstellten Wachvorgesetzten und Wachsoldaten bzw. zivilem Wachpersonal im Rahmen des Wachdienstes Befehle bzw. zivilem Wachpersonal gegenüber Weisungen zu erteilen.

### Personenkreis
Der Personenkreis der Wachvorgesetzten ist ebenfalls in der (ZDv) A-1130/21 – „Der Wachdienst in der Bundeswehr“ definiert. Der oberste Wachvorgesetzte ist der Inhaber der Befehls- und Kommandogewalt (IBuK), das heißt im Frieden der Bundesminister der Verteidigung, im Verteidigungsfall der Bundeskanzler. Er kann einen persönlichen Stellvertreter (meist einen Staatssekretär) bestimmen, der in ihrem Namen die Befehlsbefugnis besitzt und vorwiegend während Auslandsaufenthalten des Ministers diese Funktion wahrnimmt. Der Generalinspekteur der Bundeswehr ist durch ständige Anordnung des Bundesministers für Verteidigung dazu befugt, sich auch dem Wachdienst angehörende Soldaten durch eigene Erklärung nach § 6 Vorgesetztenverordnung (VorgV) zu unterstellen. Nur in diesem Fall ist auch der Generalinspekteur Wachvorgesetzter.
Truppenteile der Bundeswehr, die NATO-Verbänden zu- oder untergeordnet sind, verfügen zum Teil noch über weitere (Wach-)Vorgesetzte.
Wachvorgesetzte, die nicht im Wachlokal ihren Dienst verrichten, sind:
- der Kasernenkommandant (KasKdt) und dessen truppendienstliche Vorgesetzte/Dienstvorgesetzte, wie z. B. Bataillons-/Regimentskommandeure, Brigadekommandeur, Divisionskommandeur etc.
- der Offizier vom Wachdienst (OvWa; Streitkräfte) oder Beauftragter (des Kasernenkommandanten) für den Wachdienst (Bundeswehrverwaltung) und wenn eingeteilt
- der Stellvertretende Offizier vom Wachdienst (stvOvWa; Streitkräfte).

Der Kasernenkommandant und seine Vorgesetzten haben keine Wachaufgaben und gehören nicht zum Personenkreis des Wachpersonals, das Befugnisse nach dem UZwGBw hat, auch wenn sie Wachvorgesetzte sind. Ist der Kasernenkommandant kein Soldat, sondern Angehöriger der Bundeswehrverwaltung, so hat er Weisungsbefugnis („dienstliche Anordnung“) gegenüber Wachdienstsoldaten.
OvWa und stvOvWa werden durch Soldaten im erforderlichen Dienstgrad gemäß der „Besonderen Wachanweisung“ einer Bundeswehrliegenschaft gestellt und gehören selbst zum Personenkreis des Wachpersonals, sind also sogenanntes Personal mit Wachaufgaben gemäß dem UZwgBw. Ein stvOvWa ist nur dann einzusetzen, wenn es die Art des Objektes oder die Anzahl der Wachen, die dem OvWa unterstellt sind, erfordert. Im Gegensatz zum Kasernenkommandanten und dessen Wachvorgesetzten haben sie Befugnisse nach dem UZwGBw. Dem OvWa kann bei Bedarf auch ein Bereitschaftszug unterstellt werden.
Der in Liegenschaften der Bundeswehrverwaltung vergleichbar eingesetzte Beauftragte für den Wachdienst hat dort die Aufgaben des OvWa und auch die damit verbundenen Befugnisse des UZwGBw.

### Zusätzlich bei militärischen Wachen
Setzt sich die Wache aus Soldaten zusammen, so kommen folgende Wachvorgesetzte unterhalb des OvWa/stvOvWa hinzu:
- Der Wachhabende (WaHa) und
- der Stellvertretende Wachhabende (stvWaHa).

Ihnen wiederum unterstehen auch die Wachsoldaten.
WH und stvWH verrichten ihren Dienst im Wachlokal und gehören wie auch der OvWa und stvOvWa zum Personenkreis des Wachpersonals. Als Wachpersonal haben sie ebenfalls Befugnisse nach dem UZwGBw. Beide werden zusammen mit dem stvOvWa und den Wachsoldaten vom OvWa vergattert.

### Zusätzlich bei zivilen Wachen
Im Zuge von Sparmaßnahmen geht die Bundeswehr immer mehr dazu über, militärische Bereiche jeder Art durch zivile Sicherheitsdienste sichern zu lassen. Setzt sich die Wache im Wachlokal aus zivilem Wachpersonal zusammen, so kommen folgende Wachvorgesetzte unterhalb des OvWa/stvOvWa bzw. Beauftragten für den Wachdienst hinzu, welche ebenfalls vergattert werden:
- Der Wachleiter (WachLtr),
- der Wachschichtführer (WachSFhr) und
- der stellvertretende Wachschichtführer (stvWachSFhr).

Genannte zivile Wachvorgesetzte verrichten ihren Dienst analog dem WH und stvWH im Wachlokal und haben Befugnisse nach dem UZwGBw.
Gegenüber zivilen Wachen der Bundeswehr besteht seitens der militärischen Wachvorgesetzten eine Weisungsbefugnis („dienstliche Anordnung“). Bei zivilen Wachen gewerblicher Bewachungsunternehmen ist das Direktionsrecht des Unternehmens zu beachten, Einzelheiten über die gewerbliche Bewachung der jeweiligen Bundeswehrliegenschaft werden vertraglich geregelt. Grundlage für solche Verträge stellt das Betreibermodell Absicherung zur personal- und kostensparenden Bewachung von Bundeswehrliegenschaften dar.

## Unmittelbarer Zwang
Angehörige der Wache dürfen unter bestimmten Voraussetzungen unmittelbaren Zwang gegenüber anderen Personen ausüben (auch Zivilpersonen); hier sind das Gesetz über die Anwendung unmittelbaren Zwanges und die Ausübung besonderer Befugnisse durch Soldaten der Bundeswehr und verbündeter Streitkräfte sowie zivile Wachpersonen (UZwGBw) und dessen Vollzugsvorschriften anzuwenden.

## Wachverfehlungen
Wenn ein Wachvorgesetzter es unterlässt, die Wache pflichtgemäß zu beaufsichtigen, Wachsoldaten pflichtwidrig ihren Posten oder Streifenweg verlassen, oder Wachpersonal sich außer Stande setzt, den Dienst zu versehen, so können sie gemäß § 44 Wehrstrafgesetz zu Freiheitsstrafen von bis zu drei Jahren, in besonders schweren Fällen von bis zu sechs Jahren verurteilt werden. Das Nichtbefolgen von Wachbefehlen, die entsprechenden Versuche, sowie Fahrlässigkeit bei Eintritt schwerwiegender Folgen sind nach diesem Gesetz ebenfalls strafbar.